# ميلفيل هيرسكوفيتس
ميلفيل هيرسكوفيتس (بالإنجليزية: Melville Jean Herskovits)‏ هو عالم أنثروبولوجيا وفلكلور أمريكي، ولد في 1895 وتوفي في 1963.
اشتهر بدراساته عن الزنوج في أفريقيا، والعالم الجديد، والفلكلور، والاقتصاد البدائي.

## روابط خارجية
- ميلفيل هيرسكوفيتس على موقع الموسوعة البريطانية (الإنجليزية)
- ميلفيل هيرسكوفيتس على موقع إن إن دي بي (الإنجليزية)
- ميلفيل هيرسكوفيتس على موقع ديسكوغز (الإنجليزية)